# スポーツ番組
スポーツ番組とは、スポーツに関連した放送番組。
- スポーツ中継 - スポーツの試合そのものを垂れ流し、放送局所属のスポーツ担当アナウンサーをメイン実況者とし、元アスリートや関係者などのスポーツ解説者を副次的に据えた実況音声を付け加えたテレビ・ラジオ番組における中継放送のことであり、1920年代におけるラジオ放送初期の頃には既に存在していた。生放送・録画放送・ダイジェスト放送に分けられる。狭義のスポーツ番組はこのジャンルのことである。
- スポーツニュース - 国内外の主なスポーツの結果・経過等を伝える報道番組。どの番組であってもスポーツに関する情報をコーナーとして設けている。
  - サンデースポーツ - NHK総合
  - Going!Sports&News - 日本テレビ
  - S☆1 - TBSテレビ
  - みんなのスポーツ Sports for All - テレビ東京
  - S-PARK - フジテレビ
- 公営競技の展望番組。
  - 競馬番組 (放送)
- スポーツドキュメンタリー番組 - スポーツおよびアスリートを主題としたドキュメンタリー番組。
  - GET SPORTS - テレビ朝日
  - バース・デイ - TBSテレビ
  - アスリートの魂 - NHK BS1←NHK総合
  - など
  - ただ単に特定のスポーツチームを取り上げる番組も該当する。

- スポーツバラエティ番組 - 広義ではスポーツをメインテーマにしたバラエティ番組で、身体を使ったゲーム番組も広義のスポーツバラエティ番組に含まれる。スポーツそのもの主題とし、一流プロアスリートを芸能人や局アナと同じくらい重要な出演者に据えたバラエティ番組が狭義のスポーツバラエティ番組である。一般のバラエティ番組であっても、メインテーマがスポーツであればスポーツバラエティ番組に括られることもある。
  - アイドル水泳大会 - 全局
  - 痛快なりゆき番組 風雲!たけし城 - TBSテレビ
  - 関口宏の東京フレンドパークII - TBSテレビ
  - 筋肉番付シリーズ - TBSテレビ
  - SASUKE - TBSテレビ
  - DOORS - TBSテレビ
  - 夢対決!とんねるずのスポーツ王は俺だ!スペシャル - テレビ朝日 ※不定期特番
  - 炎の体育会TV - TBSテレビ
  - ジャンクSPORTS - フジテレビ
  - VS嵐 - フジテレビ
  - ウルトラマンDASH - 日本テレビ ※『ザ!鉄腕!DASH!!』の姉妹特番で、アーカイブ配信では同番組の一部としての扱い
  - くりぃむしちゅーの!THE☆レジェンド - 日本テレビ ※不定期特番
  - など
  - スポーツドキュメンタリーとスポーツバラエティの両要素を兼ね備えた番組もある。
    - 『消えた天才』 - TBSテレビ

  - 特定のスポーツを取り上げる番組。
    - 中居正広のプロ野球珍プレー・好プレー大賞　- フジテレビ ※年1回特番
    - 超プロ野球 ULTRA - 読売テレビ ※年1回特番
    - など
- その他
  - 複数のスポーツを取り上げる番組。